# سرگی روگوژین
سرگی روگوژین (روسی: Серге́й Николаевич Рогожин؛ ۶ ژوئیهٔ ۱۹۵۶ – ۱ ژانویهٔ ۱۹۸۳) سوارکار اهل اتحاد جماهیر شوروی سوسیالیستی بود.